# Doris Claudia Mandel
Doris Claudia Mandel (* 1951 in Merseburg) ist eine deutsche Schriftstellerin. Sie lebt in Halle (Saale). 

## Leben
Nach ihrem Abitur und einer Berufsausbildung zur Chemiefacharbeiterin (Chemikantin) und kurzem Intermezzo bei der Bereitschaftspolizei Halle (Saale) wurde sie Anlagenfahrerin in der Sauerstofffabrik der Leuna-Werke. 1971 bis 1975 absolvierte sie ein Studium der Germanistik, Musik und Pädagogik an der Martin-Luther-Universität Halle-Wittenberg, wo sie mit einem philologischen Diplom abschloss. Anschließend arbeitete sie dort bis 1978 als Forschungsstudentin im Wissenschaftsbereich der Literatursoziologie. 
Mandel wurde Mitglied der Arbeitsgemeinschaft Junger Autoren und Kandidatin des Schriftstellerverbandes der DDR. Von 1978 bis 1991 war sie als freiberufliche Schriftstellerin und Journalistin tätig. Als Sängerin sang sie zehn Jahre lang als Mitglied bei den Hallenser Madrigalisten. Ab 1980 (mit einer Unterbrechung 1989) bis 2001 fungierte Mandel als künstlerische Leiterin des Kammerchores Leuna. 1991 gründete sie eine Wochenzeitschrift, den Merseburger Anzeiger und stand ihr als Chefredakteurin vor.
Nach einer ersten Zeit der Arbeitslosigkeit von 1994 bis 1997 wurde sie als Leiterin für Öffentlichkeitsarbeit am Künstlerhaus in Halle (Saale) engagiert. Mandel war zudem Mitbegründerin und Geschäftsführerin mit Prokura der projekte verlag 188 GmbH (bis 1998). Sie lebt heute als freiberufliche Schriftstellerin und selbständige Verlegerin in Halle (Saale). Seit 1998 ist sie Mitglied des Förderkreises der Schriftsteller in Sachsen-Anhalt e. V. und seit 2005 Mitglied des Schriftstellerverbandes. Sie gründete 2006 die Galgenbergsche Literaturkanzlei e. K., einen Buchverlag.

## Stipendien und Auszeichnungen
- 1997 Endrundenteilnehmerin beim Literaturwettbewerb des Mitteldeutschen Rundfunks (MDR).
- 2002/2003 Stadtschreiber von Halle (Saale).
- 2004 Stipendiatin des Landes Sachsen-Anhalt mit einem Aufenthalt im Künstlerhaus Schloss Wiepersdorf.
- 2008 Arbeitsstipendium der Kunststiftung Sachsen-Anhalt und zweite Preisträgerin beim Landespreis für Volkstheaterstücke Baden-Württemberg.

## Werke

### Stücke für die Bühne
- Opern-Treff (UA 1978, Landestheater Halle)
- Die Katze lässt das Mausen nicht. Ein Pasticcio zu Taback und Coffee in der Musik (UA 1979, Landestheater Halle)
- Im Thale zu Halle. Lieder, Geschichten und Bräuche der Halloren (Kompositionen: Johannes Reiche, Gerd Ochs et al., Edition Giovanni, Halle 1995)
- Das kleine Spiel von der großen Zeit. Eine Schulfarce (UA 1995, Laienspielgruppe)
- Homestory. Eine Farce für zwei (adspecta Theaterverlag, 2012)
- Abrechnung. Komödie (adspecta Theaterverlag, 2012)